# 南陽バイパス
南陽バイパス（なんようバイパス）は山形県東置賜郡高畠町から山形県南陽市に至る国道13号のバイパス道路である。

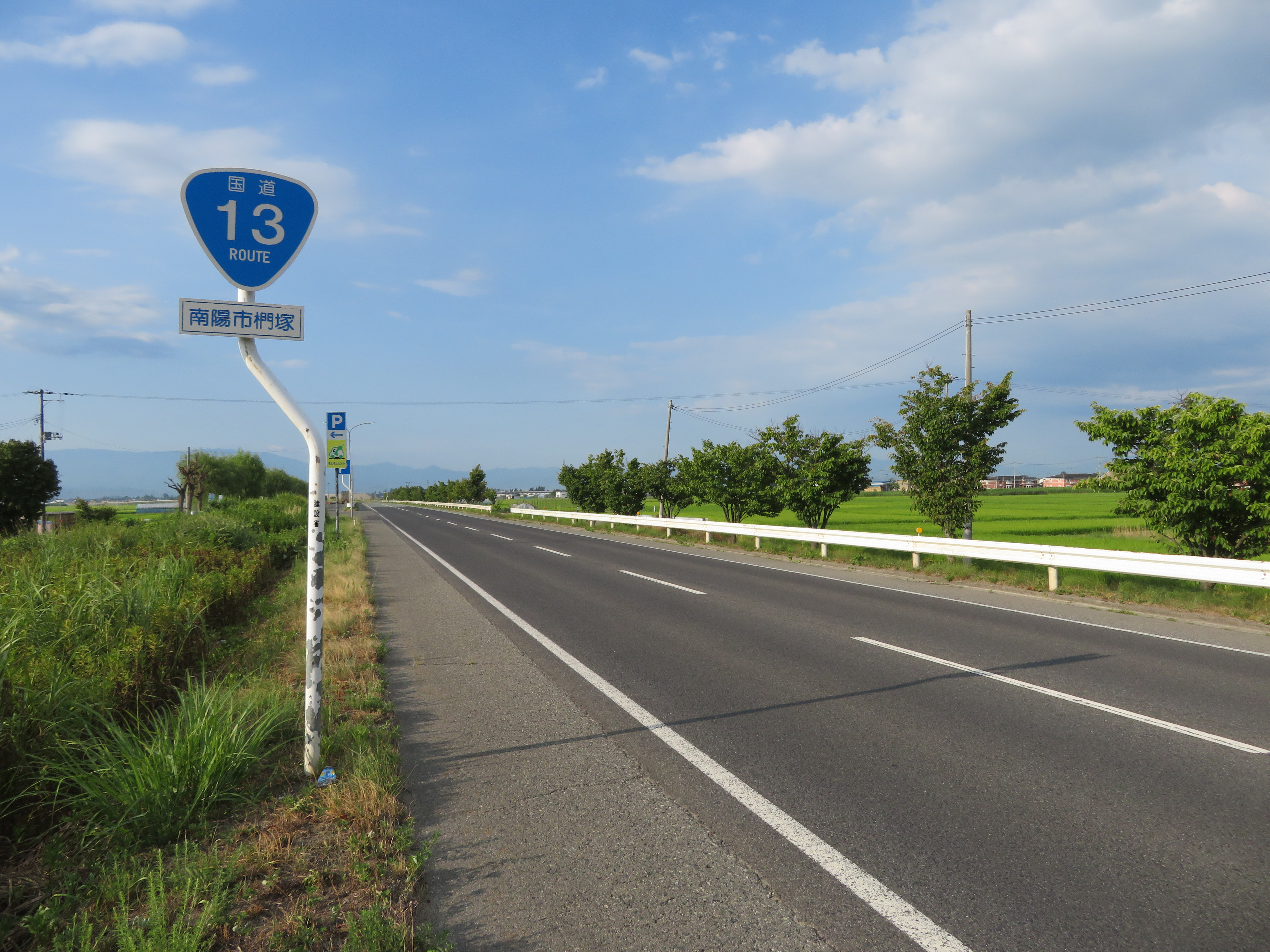
南陽市椚塚付近

## 概要
- 供用起点：山形県東置賜郡高畠町大字深沼
- 供用終点：山形県南陽市赤湯
- 全長：3.8km
- 車線数：片側暫定1車線

## 接続路線
- E13 東北中央自動車道 南陽高畠IC、国道113号赤湯バイパス（東置賜郡高畠町大字深沼）
- 国道13号（南陽市赤湯）